# Sensomotorik
Als Sensomotorik (auch Sensumotorik) bezeichnet man das Zusammenspiel von sensorischen und motorischen Leistungen. Damit ist die Steuerung und Kontrolle der Bewegungen von Lebewesen im Zusammenspiel mit Sinnesrückmeldungen gemeint.
Wahrnehmung des Reizes durch Sinnesorgane und motorisches Verhalten stehen in direktem Zusammenhang. Diese Prozesse verlaufen parallel, wie z. B. zwischen Auge, Ohr und der gezielten Steuerung von Arm-, Fußbewegungen beim Autofahren. Sensomotorik ist das Zusammenspiel der Sinnessysteme mit den motorischen Systemen.
Die Zusammenhänge von Hirn- und Nervenaktivität, sowie Bewegungsabläufen werden in Disziplinen wie der Neurowissenschaft, aber auch in der Sportwissenschaft untersucht. Der Wiederaufbau von gestörten sensomotorischen Funktionen ist beispielsweise Gegenstand der Ergotherapie und der Physiotherapie. Hierbei ist darauf zu achten, dass es natürliche Zeitfenster der motorischen Entwicklung gibt, die für das (Neu/Um)Lernen von Bewegungen besonders geeignet sind. Ist dieses optimale Lernalter verpasst, ist es wesentlich schwerer Bewegungsprozesse mit all ihren Rückkopplungen zu schulen. Das Konzept der Sensomotorik dient gleichermaßen der Bewegungsschulung und -verbesserung. Es ist ein natürlicher Vorgang, der in der Prävention und Therapie (z. B. Kurzer Fuß) genutzt werden kann, um Bewegungen und Bewegungsmuster besser durchzuführen. Hierbei spielt die gelernte Reihenfolge der Prozesse und deren Rückkopplung eine wichtige Rolle, da einmal gelernte Schaltprozesse nur durch Umlernen (schwerer als Neulernen) neu geschaltet werden können. So ist das Schnelllesen in der Geschwindigkeit dadurch begrenzt, dass beim Lesenlernen zunächst laut gelesen wird, d. h., es wird ein eigentlich unnötiger Umweg über motorische Zentren (Steuerung von Kehlkopf und Lippen) gelernt. Ähnlich ist es beim Sprinten: Auch die schnellsten Sprinter schaffen nur wenig mehr als 2,2 Doppelschritte/Sekunde, obwohl sie auf dem Standfahrrad bis zu 7 Umdrehungen/Sekunde (was von der Innervation den Doppelschritten annähernd entspricht) schaffen. Da Kleinkinder beim Laufenlernen sehr stark auf Rückkopplungsprozesse im Hinblick auf ihr Gleichgewicht angewiesen sind, ist es dem Sprinter nicht möglich, auch auf einer völlig ebenen Kunststoffbahn ohne solche zeitraubende Rückkopplung auszukommen.
Die Entwicklung der frühen sensomotorischen Leistungen im Kindesalter hat Jean Piaget intensiv erforscht (s. Stadium der Sensomotorischen Intelligenz). Für das spätere Lernalter sind komplexere psycho-soziale Bedingungen zu berücksichtigen. Für das Erreichen von hochqualifizierten Bewegungen (Zirkus, Leistungssport etc.) ist es jedoch erforderlich, das jeweils optimale Lernalter (Window of Opportunity) zu nutzen.